# Bardhaman (Division)
Die Division Bardhaman (auch Burdwan genannt) ist eine Division im indischen Bundesstaat Westbengalen.

## Geschichte
Von der Division spaltete sich im Jahr 2016 die neue Division Medinipur ab. Zum 7. April 2017 wurde der Distrikt Bardhaman in die Distrikte Paschim Bardhaman und Purba Bardhaman aufgeteilt. 

## Distrikte
Die Division Burdwan besteht aus vier Distrikten:
| Distrikt                                        | Hauptstadt | Fläche (km²) | Einwohner (Stand: 2011) | Bev.-Dichte (Ew./km²) |
| ----------------------------------------------- | ---------- | ------------ | ----------------------- | --------------------- |
| Birbhum                                         | Suri       | 4.545        | 3.502.404               | 0.771                 |
| Hugli                                           | Chunchura  | 3.149        | 5.519.145               | 1.753                 |
| Paschim Bardhaman (bis 2017 Teil von Bardhaman) | Asansol    | 1.603        | 2.882.031               | 1.798                 |
| Purba Bardhaman (bis 2017 Teil von Bardhaman)   | Bardhaman  | 5.433        | 4.835.532               | 0.890                 |